# Нетопырь-карлик
Нетопы́рь-ка́рлик, мал(оголов)ый нетопырь (лат. Pipistrellus pipistrellus) — небольшая летучая мышь семейства гладконосых летучих мышей. Самый мелкий вид рукокрылых Европы. Их масса обычно составляет 4—8 г, длина тела 32—51 мм, длина хвоста 20—36 мм, длина предплечья 29—34 мм, размах крыльев 19—22 см. Детёныш нетопыря-карлика может уместиться в напёрстке, а взрослое животное — в спичечном коробке.

## Образ жизни
Предпочитает антропогенные ландшафты, часто живёт в поселениях, в том числе и в городах. Селится в постройках, реже — в дуплах деревьев, щелевидных укрытиях. Нередко делит их с другими видами летучих мышей.
Вылетает на охоту в ранних сумерках. Охотится на мелких летающих насекомых на небольшой высоте над опушками, просеками, аллеями, улицами. Полёт быстрый, маневренный. Эхолокационные сигналы средней и высокой интенсивности в диапазоне 40—50 кГц, с максимальной амплитудой 45—47 кГц.
На северо-востоке ареала совершает сезонные миграции на расстояния до 1150 км. Зимует в домах и подземных укрытиях.
Спаривание происходит/начинается(?) после окончания лактации, с выраженным гоном, или на зимовках. Осенние гонные колонии часто размещаются в дуплах деревьев и под каменными мостами. Беременность длится около 45 дней. В выводке обычно 1—2 детёныша. Лактация длится около 40 дней. Выводковые колонии бывают до нескольких сотен самок, самцы держатся обособленно.
Живёт до 16 лет. Средний срок жизни — 3—5 лет.